# Campeonato nacional de Estados Unidos 1893
Lista de los campeones del Campeonato nacional de Estados Unidos de 1893:

## Senior

### Individuales masculinos
Robert Wrenn vence a  Fred Hovey, 6–4, 3–6, 6–4, 6–4

### Individuales femeninos
Aline Terry vence a  Augusta Schultz, 6–1, 6–3

### Dobles masculinos
Clarence Hobart /  Fred Hovey vencen a  Oliver Campbell /  Bob Huntington,  6–4, 6–4, 4–6, 6–2

### Dobles femeninos
Aline Terry /  Harriet Butler vencen a  Augusta Schultz /  Ms Stone, 6–4, 6–3

### Dobles mixto
Ellen Roosevelt /  Clarence Hobart vencen a  Ethel Bankson /  Robert Willson Jr., 6–1, 4–6, 10–8, 6–1
| Predecesor: 1892                         | Campeonato nacional de Estados Unidos 1893 | Sucesor: 1894                         |
| Predecesor: Campeonato de Wimbledon 1893 | Grand Slam 1893                            | Sucesor: Campeonato de Wimbledon 1894 |

- Datos: Q2620515